# Louis Vuitton
Louis Vuitton (pronunciada Lui Vuitõ) es una casa y compañía de moda de lujo francesa fundada en 1854 por Louis Vuitton. El monograma LV de la etiqueta aparece en la mayoría de sus productos, desde bolsos de lujo y artículos de cuero hasta prêt-à-porter, zapatos, relojes, joyas, accesorios, gafas de sol y libros. Louis Vuitton es una de las casas de moda internacionales más importantes del mundo. Vende sus productos a través de boutiques independientes, departamentos en almacenes de alta gama y a través de la sección de comercio electrónico en su sitio web.
Durante seis años consecutivos, entre 2006 y 2012, Louis Vuitton fue considerada como la marca de lujo más valiosa del mundo. En 2017, su valoración de marca fue de 29.242 millones de dólares estadounidenses lo que la convierte en la marca de lujo más valiosa del mundo según el ranking BrandZ. Es el principal patrocinador de la Copa América desde hace 30 años,[¿cuándo?] posee 445 tiendas en 62 países.

## Historia

### Camino a la Segunda Guerra Mundial
La marca Louis Vuitton fue fundada por Vuitton en 1854 en la Rue Neuve des Capucines en París, Francia. Louis Vuitton había observado un tipo de material (el HJ Cave Osilite) que podía apilarse fácilmente y en 1858, Vuitton presentó su baúl con lona “Trianon”, comenzando así un diseño más ligero y hermético. Muchos otros diseñadores de baúles y maletas imitaron el estilo y el diseño de LV.

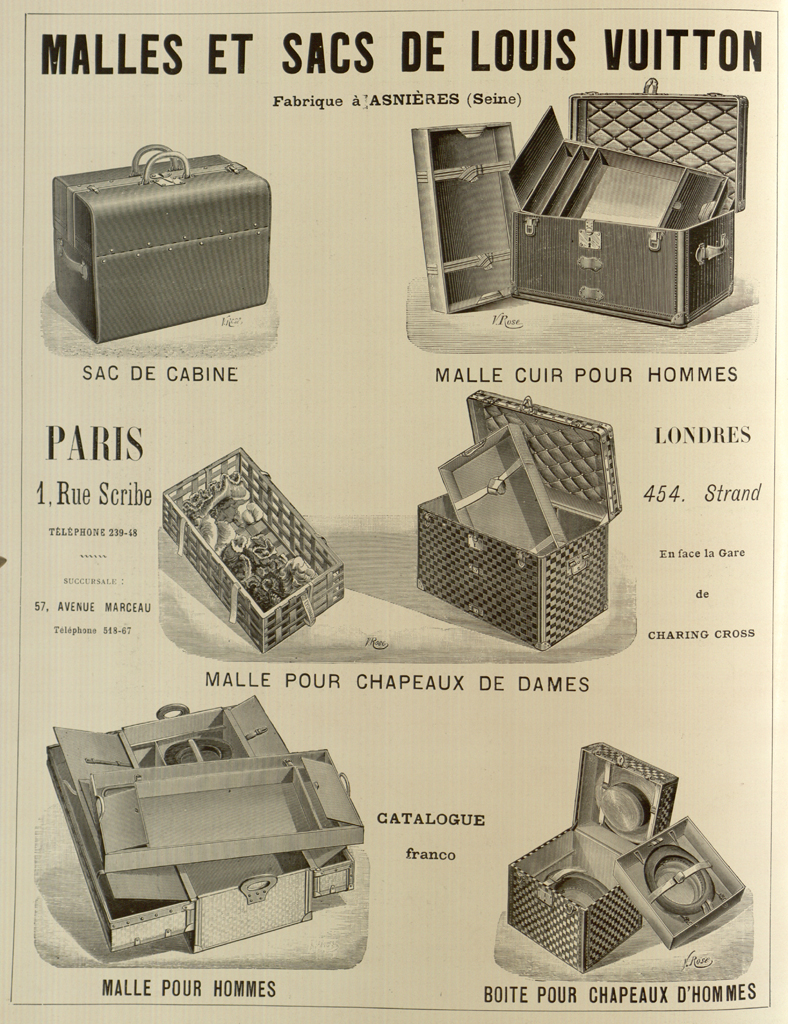
Anuncio de equipaje Louis Vuitton, 1898.

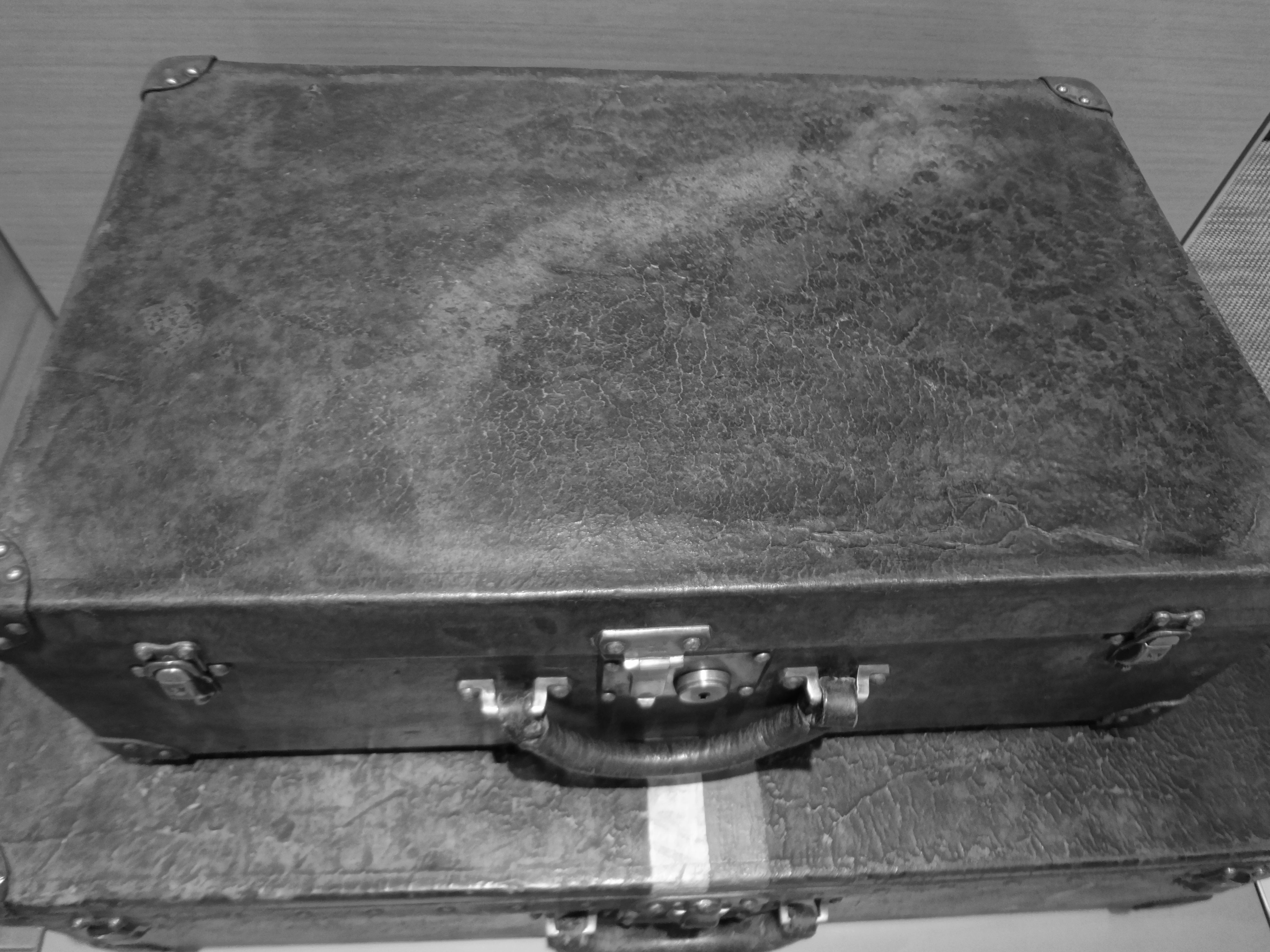
Louis Vuitton

En 1867, la empresa participó en la Exposición Universal de París. Para evitar la copia de su estilo, Vuitton cambió el diseño Trianon a un diseño de rayas beige y marrón en 1876. En 1885, la compañía abrió su primera tienda en Londres, en Oxford Street. Poco después, debido a la continua imitación de su diseño, en 1888, Vuitton creó el patrón Damier Canvas, que llevaba una insignia en la que se podía leer: "marque L. Vuitton déposée", que se traduce como "L. Vuitton marca registrada". En 1892, Louis Vuitton murió, y la gestión de la empresa pasó a su hijo Georges Vuitton.
Después de la muerte de su padre, Georges Vuitton comenzó una campaña para convertir la empresa en una multinacional, exhibiendo productos de la compañía en la Exposición Mundial Colombina de Chicago en 1893. En 1896, la compañía lanzó la lona del monograma y registró las patentes mundiales de su firma. Sus símbolos gráficos, incluyendo cuadrifolios y flores (al igual que el monograma LV), se basan en la tendencia de la utilización de diseños japoneses y orientales a finales de la época victoriana. Las patentes, más tarde, resultaron ser un éxito en la detención de la falsificación. En este mismo año, Georges viajó a Estados Unidos, donde realizó una gira por ciudades como Nueva York, Filadelfia y Chicago, promoviendo la venta de productos de Vuitton. En 1901, la compañía Louis Vuitton presentó el bolso de cabina, una pieza pequeña de equipaje diseñada para mantenerse dentro de los maleteros de equipaje Vuitton.
En 1913, el edificio de Louis Vuitton abrió en los Campos Elíseos. Fue la mayor tienda de artículos de viaje en el mundo en ese momento. Otras tiendas también abrieron en Nueva York, Bombay, Washington, Londres, Alejandría, y Buenos Aires al mismo tiempo que empezaba la Primera Guerra Mundial. Después, en 1930, se introdujo la bolsa Keepall. Durante 1932, LV introdujo la bolsa de Noé. Este bolso fue diseñado originalmente para los viticultores franceses de champán para el transporte de botellas. Poco después, la bolsa Speedy Louis Vuitton se introdujo (ambos se siguen fabricando hoy en día). En 1936, Georges Vuitton murió, y su hijo, Gaston-Louis Vuitton, asumió el control de la empresa.

### Colaboracionismo
Durante la Segunda Guerra Mundial, Louis Vuitton colaboró con los nazis durante la ocupación alemana de Francia. El libro francés Louis Vuitton, escrito por la periodista francesa Stephanie Bonvicini y publicado por Ediciones Fayard, en París, explica cómo los miembros de la familia Vuitton ayudaron activamente al gobierno títere francés encabezado por el mariscal Philippe Pétain y el aumento de la riqueza de su negocio debido a los negocios con los alemanes. La familia instaló una fábrica dedicada a la producción de artefactos que glorificaban a Pétain, incluyendo más de 2500 bustos.
Caroline Babulle, una portavoz de la editorial Fayard, dijo: «Ellos no han impugnado nada en el libro, pero están tratando de enterrarlo pretendiendo que no existe». En respuesta a la publicación del libro en 2004, un portavoz de LVMH, dijo: «Esta es la historia antigua. El libro abarca un período en el que era tan solo una familia, mucho antes de que se convirtiese en parte de LVMH. Somos diversos, tolerantes y todas las cosas que una empresa moderna debe ser». Un portavoz de LVMH dijo a la revista satírica Le Canard enchaîné: «no negamos los hechos, pero, lamentablemente, el autor ha exagerado lo sucedido en Vichy, no hemos puesto ninguna presión en nadie. Si los periodistas se quieren censurar a sí mismos, entonces... nosotros nos adaptaremos bien». Esa publicación fue el único periódico francés que mencionó el libro. LVMH es el mayor anunciante en la prensa francesa.

### 1945 hasta 2000

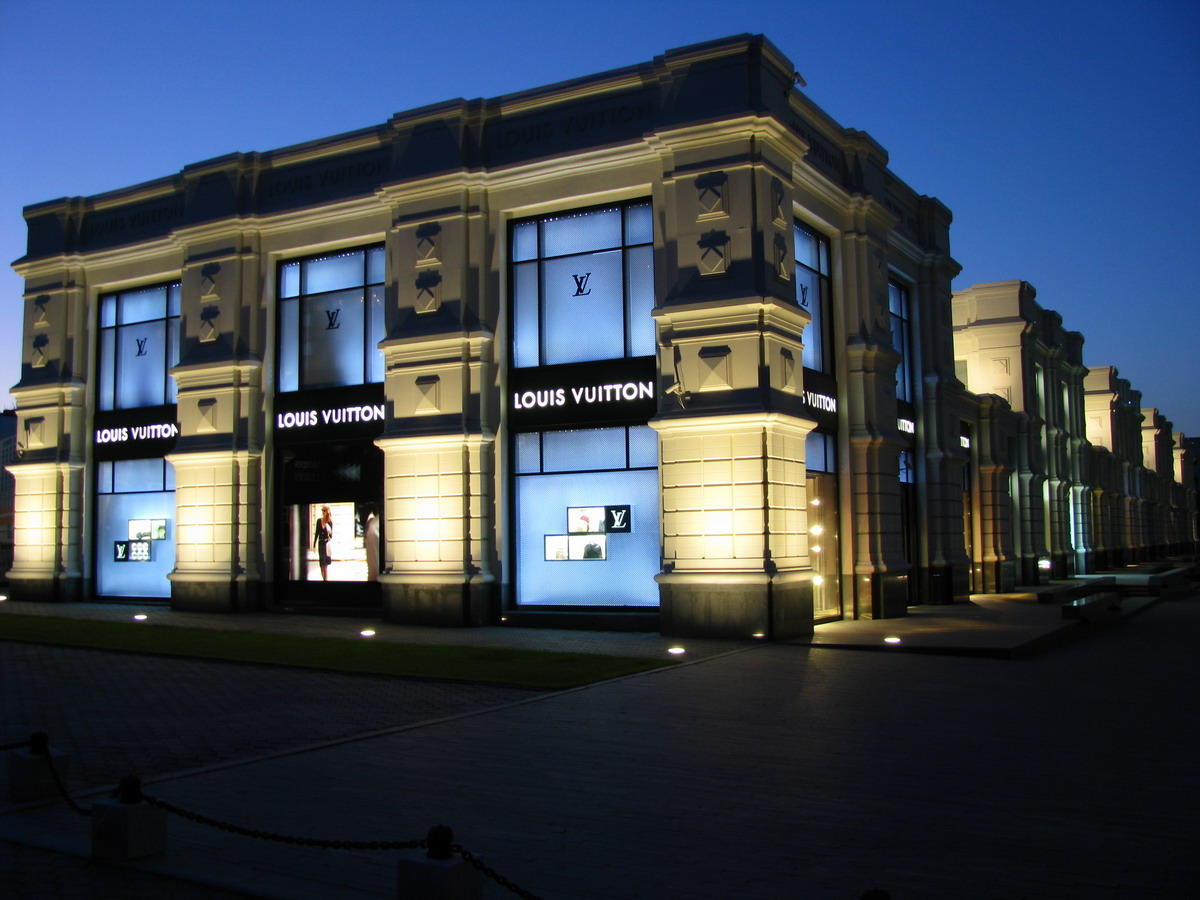
La tienda de Ekaterimburgo (Rusia)

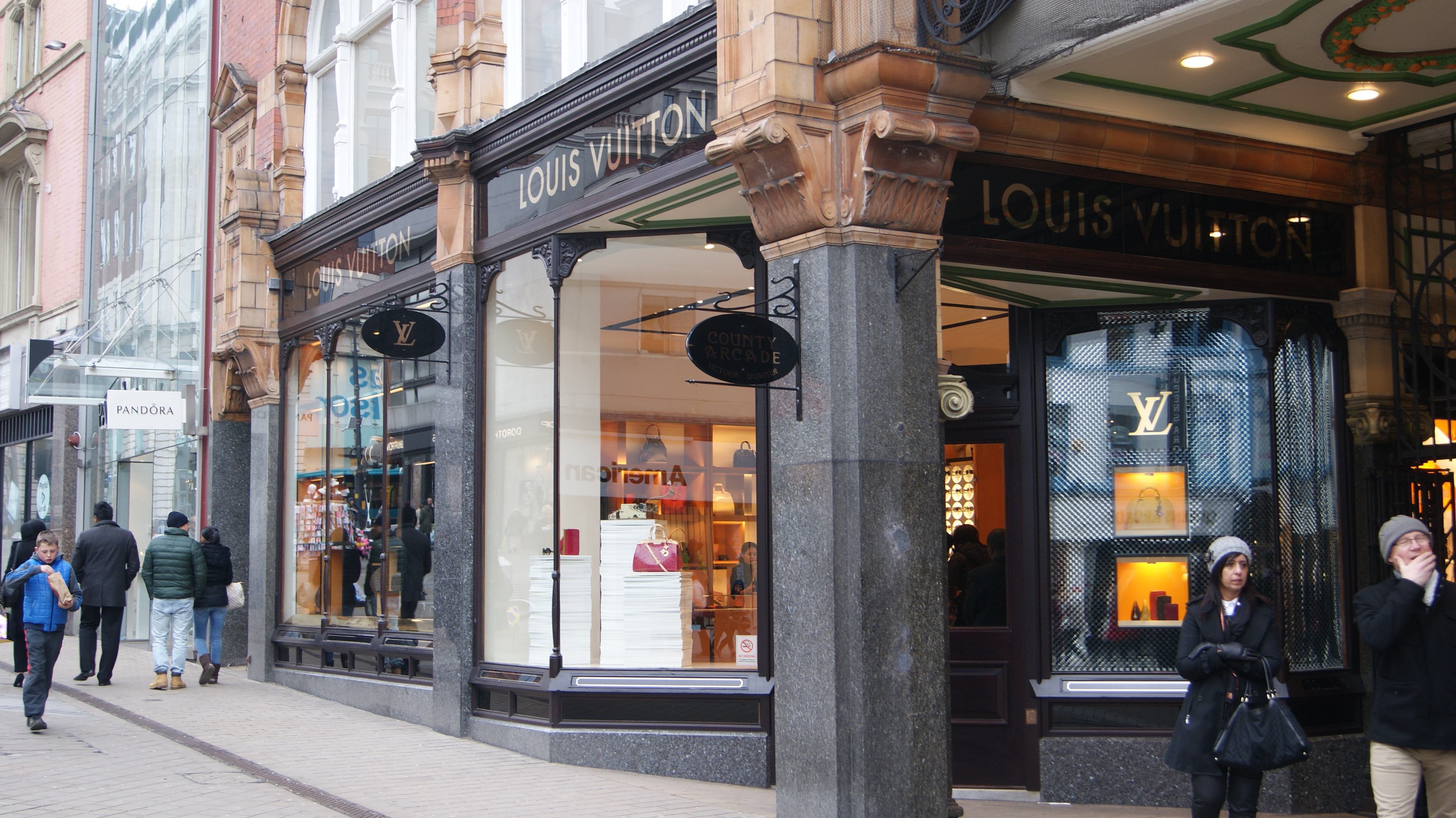
Louis Vuitton en Briggate, Leeds.

Durante este período, Louis Vuitton comenzó a incorporar el cuero en la mayoría de sus productos, que van desde pequeños monederos, hasta grandes piezas de equipaje. Con el fin de ampliar su línea, en 1959, la compañía renovó la tela de su monograma para que fuera más flexible, permitiendo su uso en monederos, bolsos y carteras. Se cree que en la década de 1920, la falsificación volvió a ser un problema que continuó y se intensificó durante el siglo XXI. En 1966, se lanzó el Papillon (un bolso cilíndrico que sigue siendo popular hoy en día). Hacia 1977, tuvieron ingresos anuales de hasta 70 millones de francos (14,27 millones de dólares). Un año más tarde, la etiqueta abrió sus primeras tiendas en Japón: en Tokio y Osaka. En 1983, la compañía se unió a la Copa América para formar la Louis Vuitton Cup, una competición preliminar (conocida como una regata eliminatoria) para la carrera de yates. Louis Vuitton más tarde amplió su presencia en Asia con la apertura de una tienda en Taipéi, Taiwán en 1983 y en Seúl, Corea del Sur en 1984. Al año siguiente, 1985, se introdujo la línea de cuero Epi.
El año 1987 se creó LVMH. Moët et Chandon y Hennessy, los principales fabricantes de champán y coñac, se fusionaron con Louis Vuitton para formar un conglomerado de productos de lujo. Los beneficios para el año 1988 fueron de hasta un 49 % más que en 1987. En 1989, Louis Vuitton llegó a operar 130 tiendas en todo el mundo. Entrando en la década de 1990, Yves Carcelle fue nombrado presidente de BT, y en 1992, su marca abrió su primera tienda china en el Hotel Palace de Pekín. Otros productos tales como la línea de Taiga cuero en 1993, y la colección de literatura of “ Voyager Avec...” fueron introducidos en 1994. En 1996, se llevó a cabo la celebración del Centenario de la Tele del Monograma en siete ciudades del mundo.
En 1997, Louis Vuitton nombró a Marc Jacobs su director artístico. En marzo del año siguiente, diseñó e introdujo por primera vez la línea "prêt-à-porter" de la compañía de ropa para hombres y mujeres. También en este año los productos introducidos incluyeron la línea Monogram Vernis, los libros de recuerdos del LV, y la guía de la ciudad de Louis Vuitton.
Los últimos acontecimientos del siglo XX fueron el lanzamiento de la línea mini de Monograma en 1999, la apertura de la primera tienda en África en Marrakech, Marruecos, en 2000, y finalmente la subasta en el Festival Internacional de Cine de Venecia, Italia, donde la línea "amfAR" diseñada por Sharon Stone fue vendida y su recaudación se destinaría a la Fundación para la Investigación del SIDA.

### 2001 hasta 2011

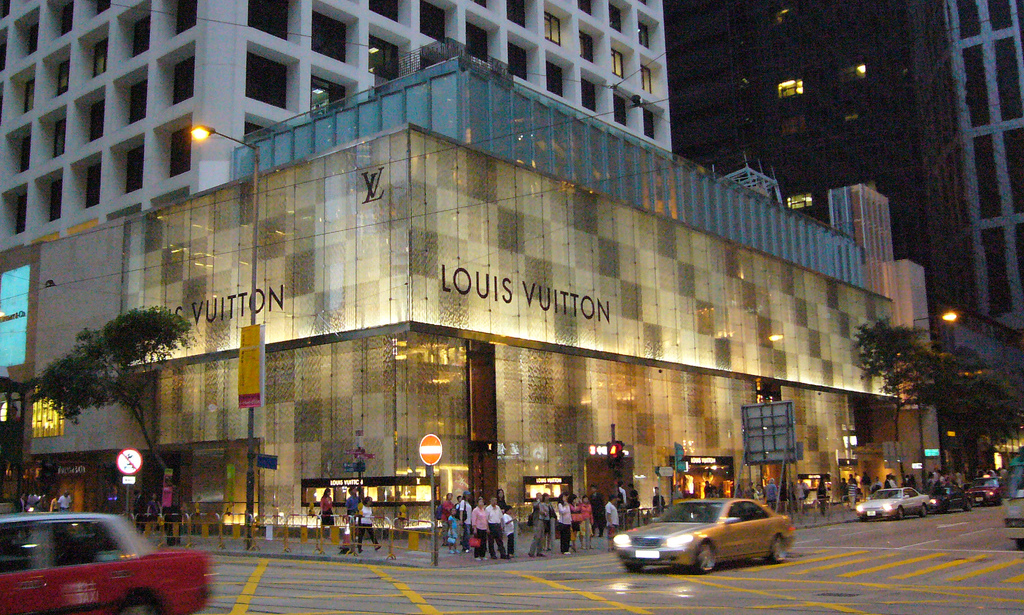
Una tienda Louis Vuitton en Central, Hong Kong.

En 2001, Stephen Sprouse, en colaboración con Marc Jacobs, diseñó una línea de edición limitada de bolsos Vuitton, que contó con un grafiti escrito sobre el patrón del monograma. En las pintadas se puede leer el nombre de la marca o en ciertos bolsos, el nombre de este (como Keepall y Speedy ). Las piezas que contaron con los grafitis sin el fondo de la lona del monograma solo estaban disponibles en la lista de clientes vip de Louis Vuitton. Jacobs también creó la "Pulsera del encanto", la primera pieza de la joyería del LV en ese mismo año.
En 2002, se introdujo la colección de relojes Tambour. Durante este año, también se inauguró el edificio de LV en el distrito de Ginza en Tokio, y la marca colaboró con Bob Wilson para su escenografía de Navidad. En 2003, Takashi Murakami, en colaboración con Marc Jacobs, dirigieron la nueva gama del monograma de bolsos y accesorios multicolores. Esta gama incluye los monogramas de la tela estándar del mismo, pero en 33 colores diferentes con un fondo blanco o negro. (El lienzo clásico cuenta con monogramas de oro sobre un fondo marrón.) Murakami creó también el patrón de la flor de cerezo que apareció solo en un número limitado de piezas, se trataba de la caricatura de caras sonrientes sobre el centro de las flores del cerezo en los colores rosa y amarillo. La producción de esta edición limitada se suspendió en junio de 2003. Dentro de ese año, las tiendas en Moscú, Rusia, y en Nueva Delhi, India se abrieron, las líneas de cuero de Utah y Suhali fueron creadas, y fue celebrado el 20 º aniversario de la Copa LV.
En 2004, Louis Vuitton celebró su 150 aniversario. La marca también inauguró tiendas en la ciudad de Nueva York ( en la Quinta Avenida), São Paulo, Ciudad de México, Cancún y Johannesburgo. También abrió su primera tienda global en Shanghái. En 2005, Louis Vuitton reabrió su tienda de los Campos Elíseos de París , diseñada por el arquitecto estadounidense Eric Carlson (tiene la reputación de ser la tienda de LV más grande y de mayor éxito en el mundo), y lanzó la colección de relojes de Speedy. En 2006, LV celebró la inauguración de la "Espace Louis Vuitton" en su 7 ª planta. En 2008, Louis Vuitton lanzó la lona Damier grafito, esta ofrece el patrón clásico Damier pero en negro y gris, dándole un aspecto masculino y un toque urbano.
En 2010, Louis Vuitton abrió lo que describió como su tienda más lujosa en Londres.
A principios de 2011, Louis Vuitton contrató a Kim Jones como su "Director de Estudio y Estilo Masculino Prêt-à-Porter". Se convirtió en el diseñador de ropa de hombre, mientras trabajaba bajo la dirección artística de toda la compañía de Marc Jacobs.
EL 17 de septiembre de 2011, Louis Vuitton abrió su primera isla Maison (Mansión de la Isla) en Singapur, la primera casa que se abrió en Asia sudoriental.

### 2012 hasta el presente

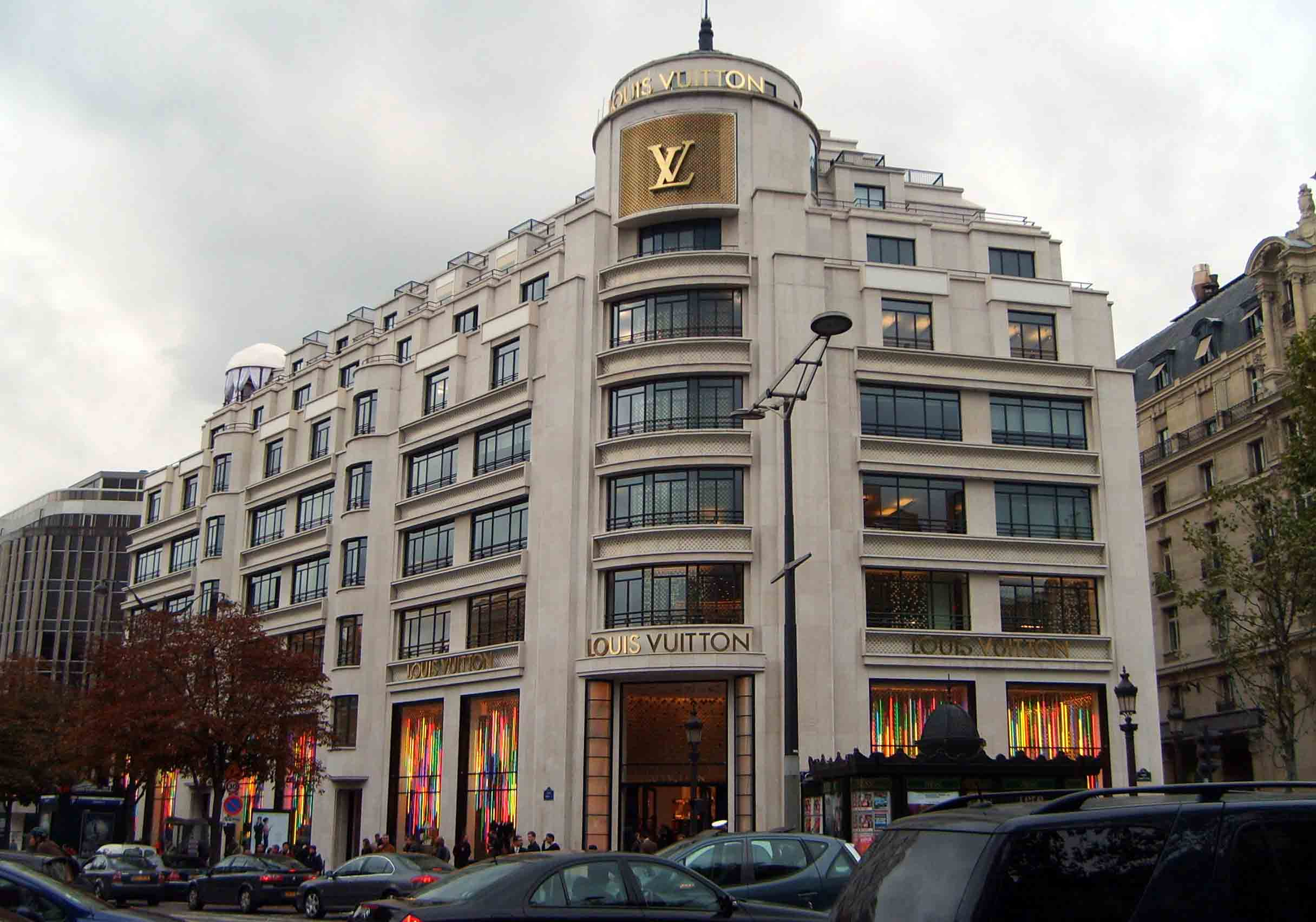
Tienda de Louis Vuitton situada en los famosos Champs-Elysées.

En septiembre de 2013, la empresa contrató a Darren Spaziani para dirigir su colección de accesorios.
El 4 de noviembre de 2013, la compañía confirmó que Nicolas Ghesquière había sido contratado para reemplazar a Marc Jacobs como director artístico de las colecciones femeninas. La primera línea de Ghesquière para la empresa se mostró en París en marzo de 2014.
El 7 de abril de 2014, Edouard Schneider se convirtió en el jefe de prensa y relaciones públicas de Louis Vuitton bajo Frédéric Winckler, que es el director de comunicaciones y acontecimientos de Vuitton.

## Campañas publicitarias
La compañía Louis Vuitton cultiva cuidadosamente el seguimiento de sus celebridades y ha utilizado tanto modelos, como músicos y actores para sus campañas. Destacan especialmente  Keith Richards, Madonna, Sean Connery, Jennifer Lopez, Michelle Williams, Matthias Schoenaerts, Jennifer Connelly, Hayden Christensen, Angelina Jolie, Gisele Bündchen; y David Bowie en sus campañas de marketing. Rompiendo con su habitual contratación de supermodelos y celebridades, el 2 de agosto de 2007, la compañía anunció que el exlíder de la URSS Mijaíl Gorbachov aparecería en una campaña publicitaria junto con Steffi Graf y Catherine Deneuve. Numerosos raperos, como Kanye West y Wiz Khalifa, han nombrado a la compañía en algunas de sus canciones. La empresa suele utilizar anuncios impresos en revistas y vallas publicitarias en las grandes ciudades. Los carteles de Louis Vuitton creados por Razzia fueron muy populares en la década de 1980. Previamente se basó en prensa especialmente seleccionada para sus campañas publicitarias (que implican con frecuencia estrellas de prestigio como Steffi Graf, Andre Agassi, Gisele Bündchen y Catherine Deneuve) fotografiadas por Annie Leibovitz. Sin embargo, Antoine Arnault, director del departamento de comunicación, decidió a principios del siglo XXI entrar en el mundo de la televisión y del cine: El anuncio (90 segundos) estudiando el tema "¿A dónde te llevará la vida?" y traducido a 13 idiomas diferentes. Este fue el primer anuncio comercial de Vuitton y fue dirigido por el reconocido director francés Bruno Aveillan.

## Marca

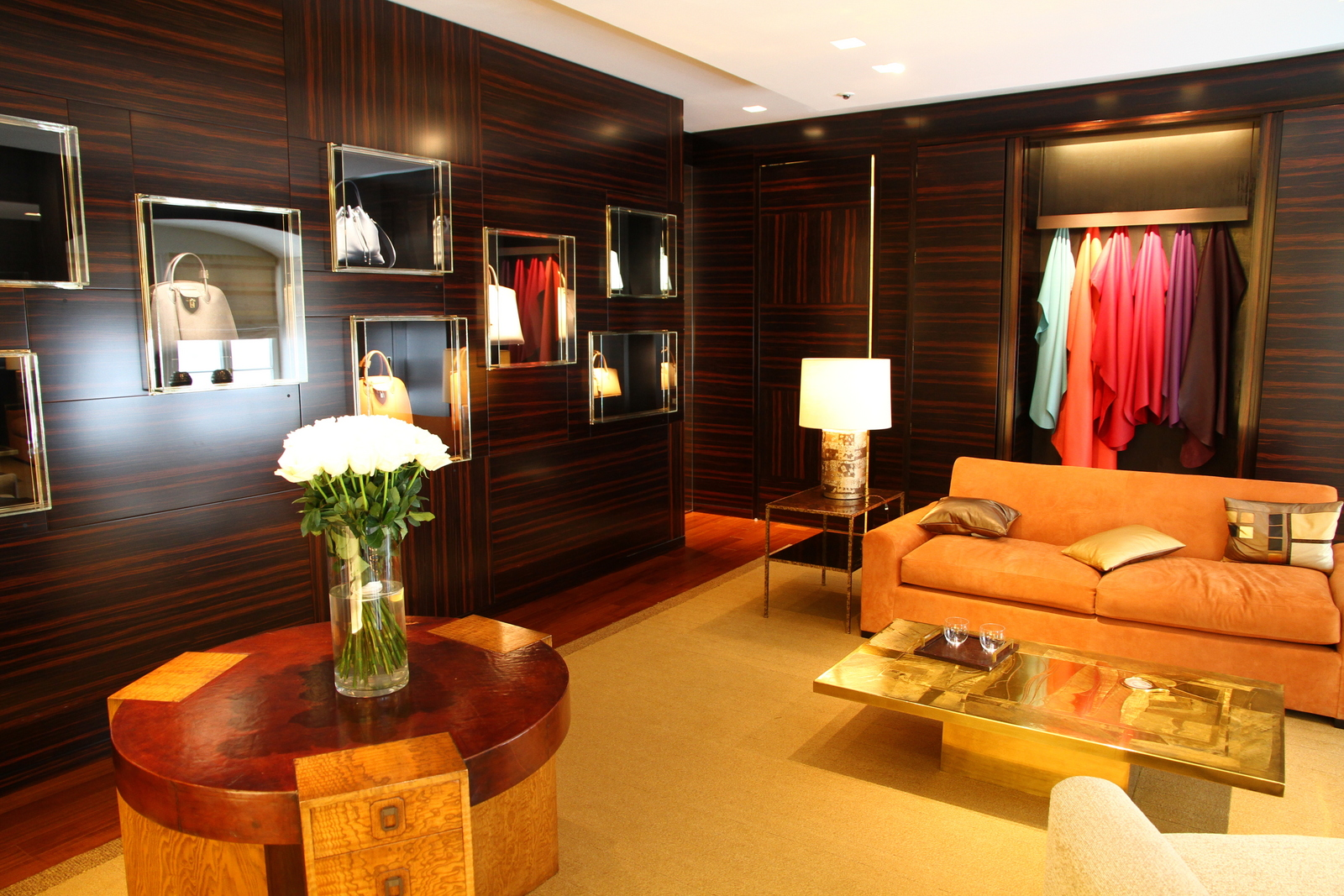
Habitación de una tienda de Louis Vuitton en Viena para clientes vip.

La marca Louis Vuitton y el famoso monograma LV se encuentran entre las marcas más valiosas del mundo. Según un estudio de Millward Brown en el año 2010 , Louis Vuitton es la marca número 19 más valiosa del mundo, justo después de Gillette y antes de Wells Fargo. La marca en sí se estima en un valor de más de 19 mil millones de dólares. Durante seis años consecutivos, Louis Vuitton encabezó la lista de las diez marcas más poderosas publicada por el estudio BrandZ de Millward Brown Optimor; según el estudio de 2011, Louis Vuitton tenía un valor de 24.300 millones de dólares, más del doble del valor de la segunda marca de la clasificación.
Louis Vuitton es una de las marcas más falsificadas del mundo de la moda debido a su imagen como un símbolo de alto estatus. Irónicamente, la tela de su monograma de la firma fue creada para evitar la falsificación. En 2004, las falsificaciones de Louis Vuitton representaron el 18 % de accesorios falsificados incautados en la Unión Europea.
La compañía se toma muy en serio la lucha contra la falsificación, empleando a un equipo de abogados y agencias especiales de investigación, para buscar activamente a los delincuentes a través de los tribunales de todo el mundo. La empresa destina cerca de la mitad de su presupuesto de comunicación para contrarrestar la falsificación de sus productos. LVMH (empresa matriz de Vuitton) confirmó esto al declarar: "60 personas en distintos niveles de responsabilidad trabajan a tiempo completo en la lucha contra la falsificación, en colaboración con una amplia red de investigadores externos y un equipo de abogados". La compañía controla de cerca la distribución de sus productos. Hasta la década de 1980, los productos de Vuitton se vendieron ampliamente en grandes almacenes (por ejemplo, Neiman Marcus y Saks Fifth Avenue). Hoy en día, los productos de Vuitton solo están disponibles en las auténticas boutiques de Louis Vuitton, con un pequeño número de excepciones. Estas boutiques se encuentran comúnmente en los distritos comerciales de primera línea o dentro de los grandes almacenes de lujo. LV ha lanzado recientemente una tienda en línea, a través de su sitio web principal, como un canal autorizado para comercializar sus productos . En 2006, la compañía intentó que el nombre de dominio de LV.com se transfiriera obligatoriamente al de su propietario americano, esa acción falló y el dominio fue adquirido posteriormente por LV =, una sociedad amistosa inglesa/ compañía de seguros.

## Productos
Desde el siglo XIX, la fabricación de productos de Louis Vuitton no ha cambiado: El equipaje todavía se hace a mano. La moda contemporánea da una vista previa de la creación de los baúles LV: " Los artesanos alinean el cuero y la lona, y aseguran las cinco letras sólidas de la cerraduras de bronce - cada llave para la cerradura es hecha a mano individualmente, diseñado para permitir que el viajero tenga una sola llave para todos su equipaje . Los marcos de madera de cada baúl se hacen de álamo de 30 años de edad, que se ha dejado secar durante al menos cuatro años . Cada baúl tiene un número de serie y puede tardar hasta 60 horas para fabricarse y una maleta, en cambio, hasta 15 horas ".
Los bolsos más icónicos de Louis Vuitton incluyen el bolso Speedy y los bolsos Neverfull. Cada temporada de Louis Vuitton produce diferentes bolsos de edición limitada que generalmente solo están disponibles con reserva previa a través de grandes tiendas de Louis Vuitton.[cita requerida]
Todos los productos de la compañía exhiben las iniciales LV epónimos y la mayoría emplea materiales de tonos marrones. La compañía comercializa sus productos a través de sus propias tiendas ubicadas en todo el mundo, lo que le permite controlar la calidad del producto y los precios. También le permite a LV evitar los productos falsificados que entran en sus canales de distribución. Además, la compañía distribuye sus productos a través de la propia página web de la compañía, LouisVuitton.com.
Louis Vuitton abrió su primera tienda en el Aeropuerto Internacional de Seúl Incheon hacia el final de 2011.[cita requerida]

## Colaboraciones especiales
Louis Vuitton ha tenido numerosas colaboraciones con destacados artistas y diseñadores. Takashi Murakami creó una edición especial, como la colección Monogramuflage, esta se estrenó en 2008, también la colección anterior se lanzó en 2002 y contó con algunos de sus proyectos. Las creaciones fueron "pintadas" sobre la lona del monograma inicial, que dio un giro radical al diseño atemporal. Marc Jacobs también conmemora una colección anterior, diseñada por Stephen Sprouse. Esta colección, originalmente lanzada en 2001, aparece pintada sobre el lienzo tradicional. La recreación de la collab utiliza la misma idea pero le dio un pequeño giro al incorporar colores vivos como el rosa, verde neón y naranja. Esta versión fue lanzada en 2009 dándose muy a conocer. Louis Vuitton también colaboró con Kanye West en 2009, diseñó su propia carrera limitada de zapatos. Recientemente, Jacobs se asoció a Yayoi Kusama para crear la colección "Infininetly Kusama" que cuenta con colores vivos de puntos sobre el cuero vernis o la lona del monograma. Estas piezas vienen en negro con puntos blancos, rojos con puntos blancos y amarillo con puntos negros, fue lanzado en julio de 2012.

## Controversia y disputas

### Vídeo de Britney Spears
El 19 de noviembre de 2007 Louis Vuitton continuó con sus problemas de falsificación, en este caso demandó a Britney Spears de manera exitosa por violar las leyes de falsificación, pues en una parte de su video musical "Do Something" aparece el Cherry Blossom de Louis Vuitton con el logotipo LV. Un tribunal civil de París ordenó a Sony BMG y MTV Online dejar de mostrar el video, también fueron multados con 80000€. Un portavoz anónimo para LVMH indicó que el video constituía un "ataque" hacia las marcas de Louis Vuitton y su imagen de lujo.

### Vida simple
El 13 de febrero de 2007, Louis Vuitton envió una orden de cese y desistimiento contra Nadia Plesner, una estudiante danesa, por emplear una imagen de un bolso que supuestamente infringía los derechos de propiedad de Louis Vuitton. Plesner creó una ilustración satírica titulada "Simple Living" en inglés, que representa a un niño desnutrido con un perro y un bolso del diseñador, y utilizó camisetas y carteles para recaudar fondos para una organización llamada "Divest for Darfur".
El 25 de marzo, el Tribunal dictaminó que la imagen mostrada era una clara violación de los derechos de autor, pero a pesar de ello la estudiante continuó utilizando la imagen argumentando la libertad artística, y publicó copias de la orden de cese y desistimiento en su página web.
E 25 de abril de 2008, Louis Vuitton notificó a Plesner de la demanda que estaba interpuesta contra ella, exigió $7500 (5000€) por cada día que Plesner continue vendiendo el "Simple Living", $7500 por cada día que estuviera publicada su demanda y $7500 por usar el nombre de Louis Vuitton en su página web, más las costas legales.
Una portavoz de LVMH entrevistada por New York Magazine dijo que Louis Vuitton se vio obligado a tomar medidas legales cuando Plesner no respondía a la solicitud original para retirar la controvertida imagen, después de la orden de cese y desistimiento. En octubre de 2008, Louis Vuitton declaró que la empresa había cancelado su demanda pero posteriormente la reabrió con una nueva reclamación de 205.000€ debido a una pintura por el mismo artista. En mayo de 2011, el Tribunal de La Haya falló a favor de Plesner, es decir, a favor de la libertad de expresión.

### Anuncios artesanos
En mayo de 2010, la autoridad de estándares de publicidad británica prohibió dos spots publicitarios de la empresa, con artesanos trabajando en sus productos, por ser una violación de la "cláusula de veracidad". La ASA dijo que la evidencia suministrada por Louis Vuitton estuvo a la altura de lo que necesitaba para demostrar que los productos eran hechos a mano. La ASA dijo que los dos anuncios conducirían a los consumidores a interpretar que carteras y bolsos de Louis Vuitton fueron casi en su totalidad a mano, cuando fueron en su mayoría creados a máquina. La ASA dijo que se había observado que no tenían noticia de ninguna documentación que detallara todo el proceso productivo de los productos de Louis Vuitton o que muestre la proporción de la producción que se lleva a cabo a mano o a máquina.
Vuitton negó que sus productos fueran creados a máquina, argumentando que más de 100 personas participaron en la elaboración de cada bolsa, sin embargo, admitieron que habían utilizado máquinas de coser en algún proceso de producción.

### Silla a cuadros en una peluquería de Hong Kong
En febrero de 2013, Louis Vuitton emitió una denuncia contra el propietario de una barbería en Hong Kong por violar presuntamente sus derechos de propiedad intelectual en relación con un taburete con la tela de recubrimiento que es similar al patrón a cuadros en bolsos de Louis Vuitton. Según el periódico diario de Apple en Hong Kong, la empresa buscaba una compensación de 25.000 dólares HK (alrededor de US$ 3200) y la publicación de una disculpa en forma de anuncio de periódico. Frente a esta acusación, el dueño de la peluquería dijo que no tenía medios para hacer frente a Louis Vuitton y que tenía que cerrar su tienda que había estado funcionando durante 1 año en un remoto distrito en la isla de Hong Kong. La controversia había causado gran preocupación en foros de noticias de Hong Kong y la protesta fue viral en páginas de Facebook.

### Derechos de autor en diseños S-Lock en Hong Kong
En otro aviso legal a Sep 2012, Louis Vuitton presentó quejas contra dos pequeñas tiendas en Hong Kong por violar presuntamente sus derechos de propiedad en relación con la "S-Lock" diseño de bolsos de mano de Louis Vuitton. Según el periódico diario de Apple en Hong Kong, la empresa buscaba una compensación de 40.000 dólares HK (alrededor de $US 5000) y una disculpa pública en el periódico . El comerciante se negó a pagar, y Louis Vuitton exigió más daños hasta HK$ 150.000 en febrero de 2013.

### Discriminación por peso
Una modelo danesa llamada Ulrikke Hoyer fue despedida de un desfile de moda que tuvo lugar en Kioto en el último momento porque la directora de casting dijo que ella había ganado peso. La directora según se informa le dijo que debía pasar hambre y beber solo agua.

## Actualidad
La compañía es dirigida por el grupo LVMH, cuyo presidente es Bernard Arnault. A su vez, la empresa está gestionada por Patrick Louis Vuitton, que junto a diseñadores de talla internacional como Marc Jacobs ha logrado mantener la asociación de la empresa al lujo y la exclusividad. Además, a la evolución experimentada por la marca en su paso de la marroquinería a los productos de lujo, hay que añadir otro sector en el que, recientemente, Louis Vuitton ha hecho presencia, como el del arte. La forma más evidente de esta relación se observa en la apertura de la Louis Vuitton Gallery en Macau, República Popular China. En esta galería se llevan a cabo exposiciones frecuentemente a cargo de la curaduría de Jonathan Thompson, como la que tuvo lugar en 2010 bajo el nombre Raining Stars y que presentó el arte del colectivo Liu Dao.
En 2023 el cantante y productor musical Pharrel Williams asume el cargo de director creativo de Louis Vuitton, información compartida a través de un comunicado de la compañía donde cita que el rapero ocupara el puesto "reforzando sus valores de innovación, espíritu pionero y espíritu empresarial." El rapero ocupa desde entonces el puesto ocupado anteriormente por Virgil Abloh quien falleció en el año 2021.
En marzo del 2023 Louis Vuitton lanza su primera colección para bebés con "...una selección de piezas atemporales para el día a día y para ocasiones especiales, con prendas —ropa, zapatos, accesorios y regalos— hasta los doce meses que toman prestados los códigos de la casa de lujo."

## Galería

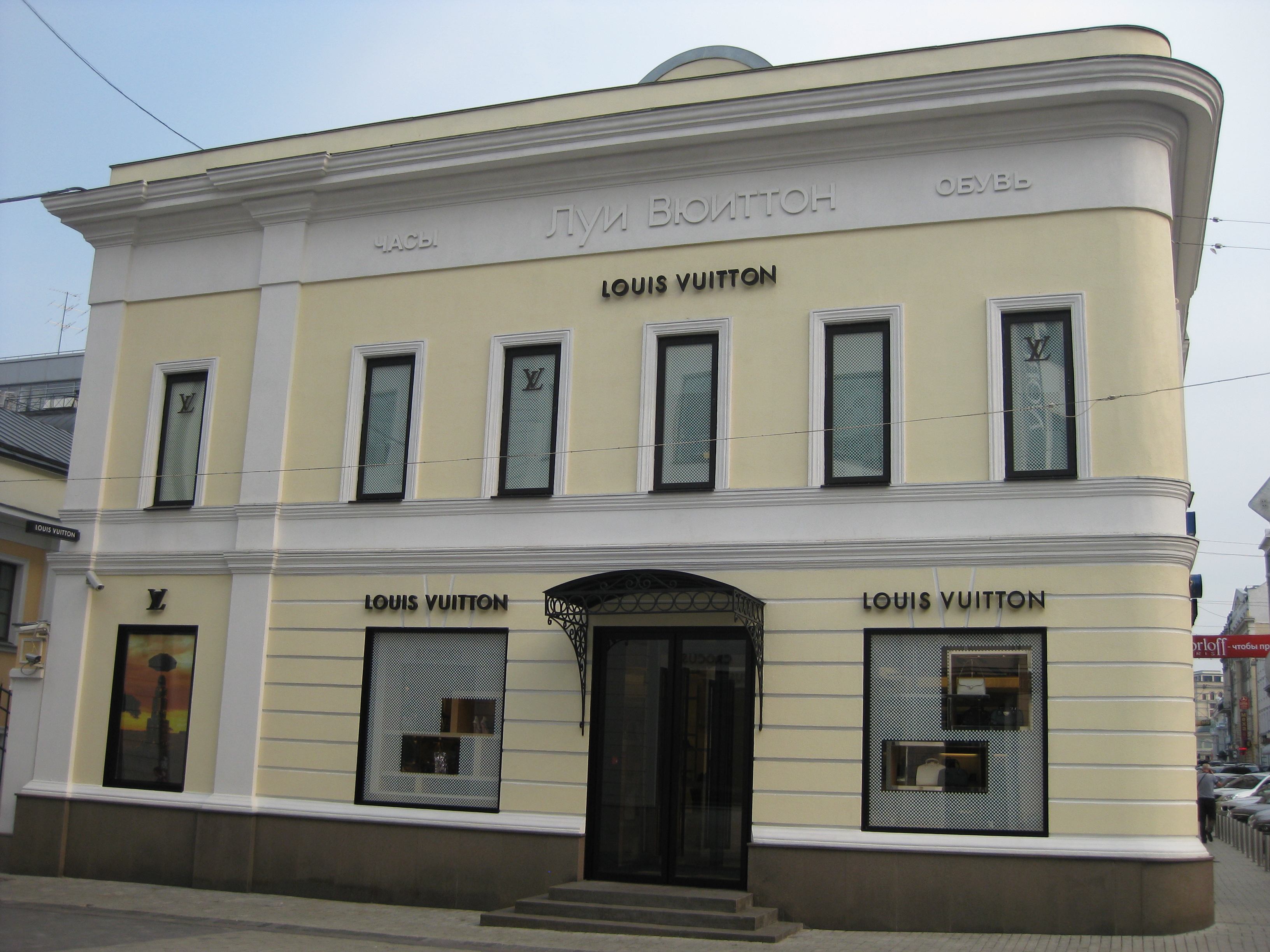
Tienda Louis Vuitton de Moscú en Rusia
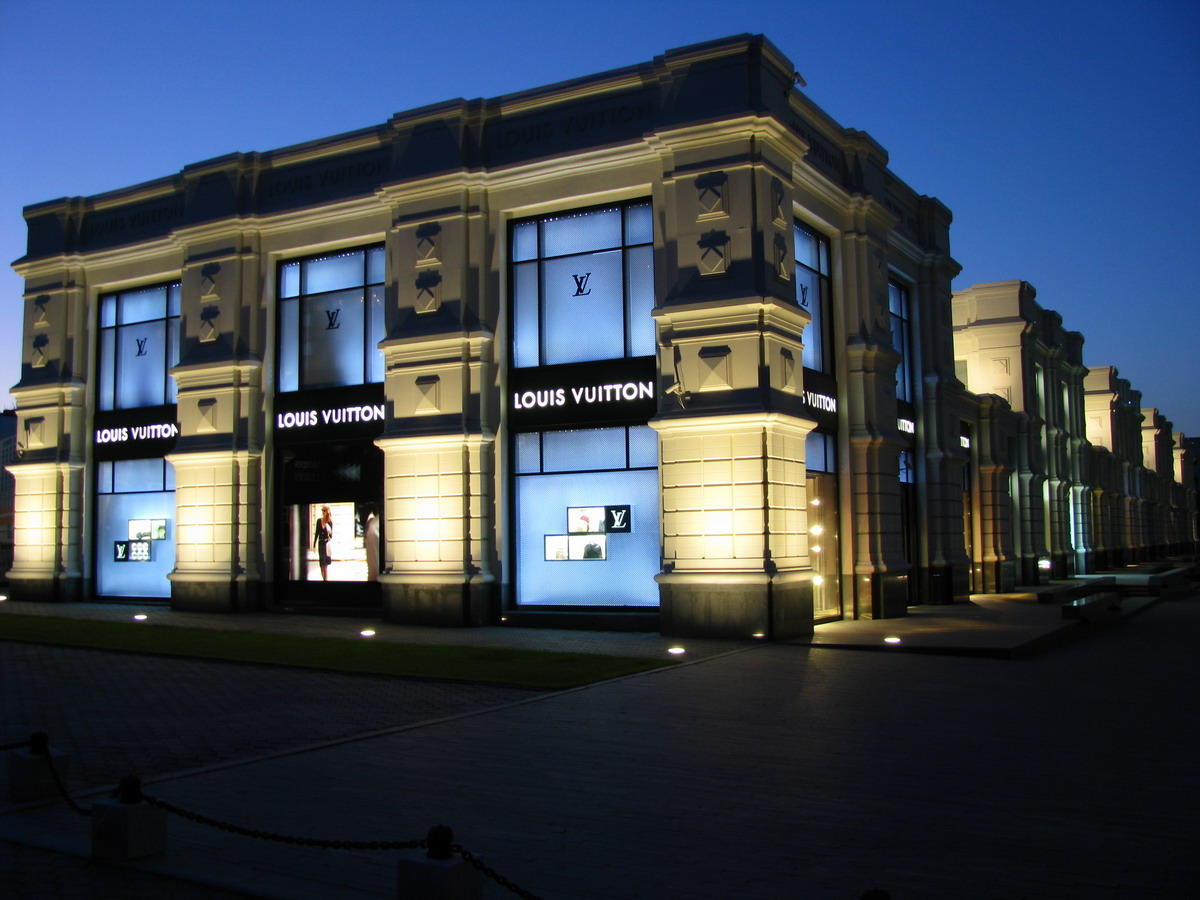
Tienda Louis Vuitton de Ekaterimburgo en Rusia
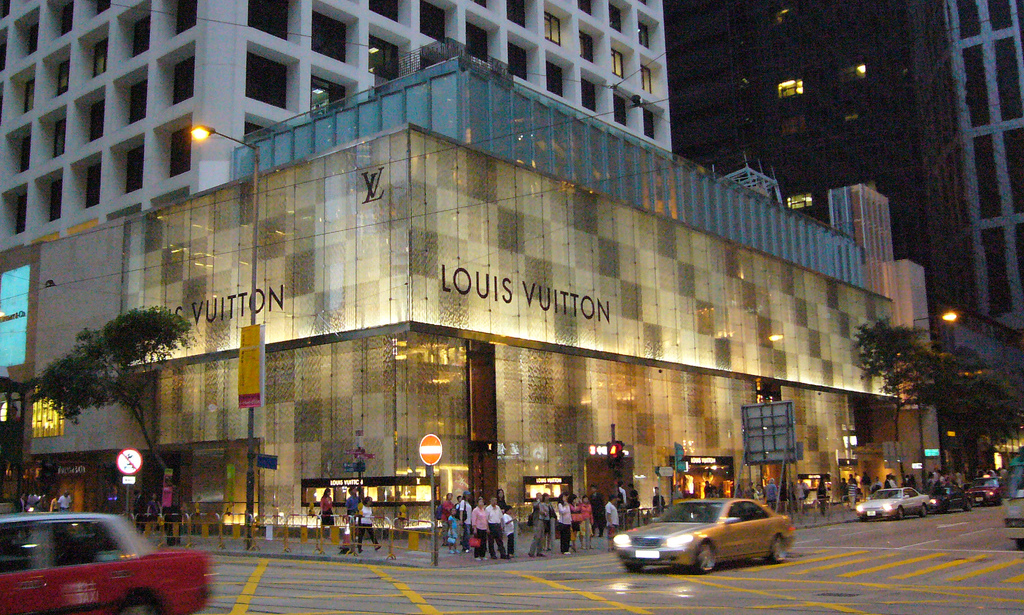
Tienda Louis Vuitton de Hong Kong en China
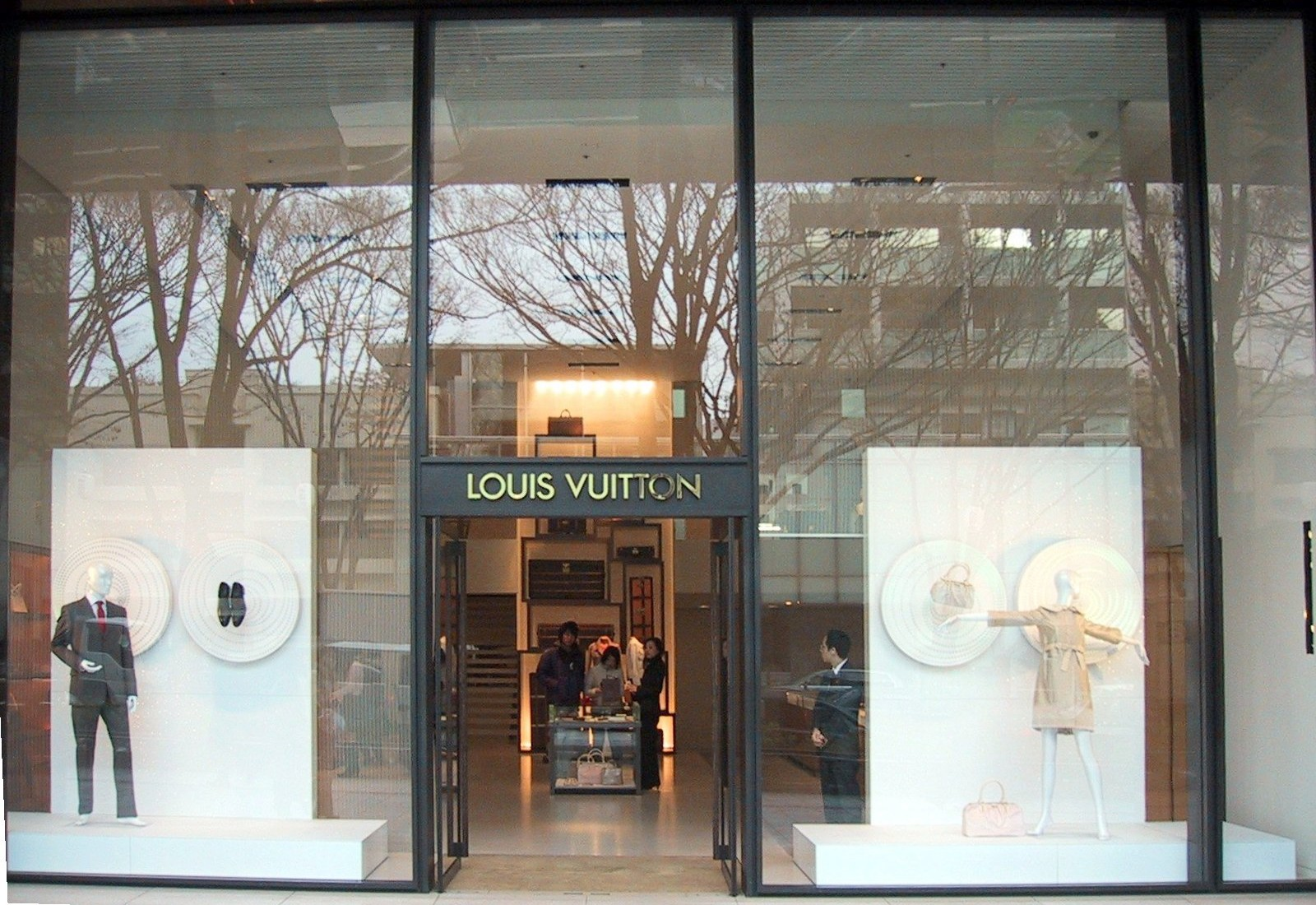
Tienda de Tōkyō en Japón
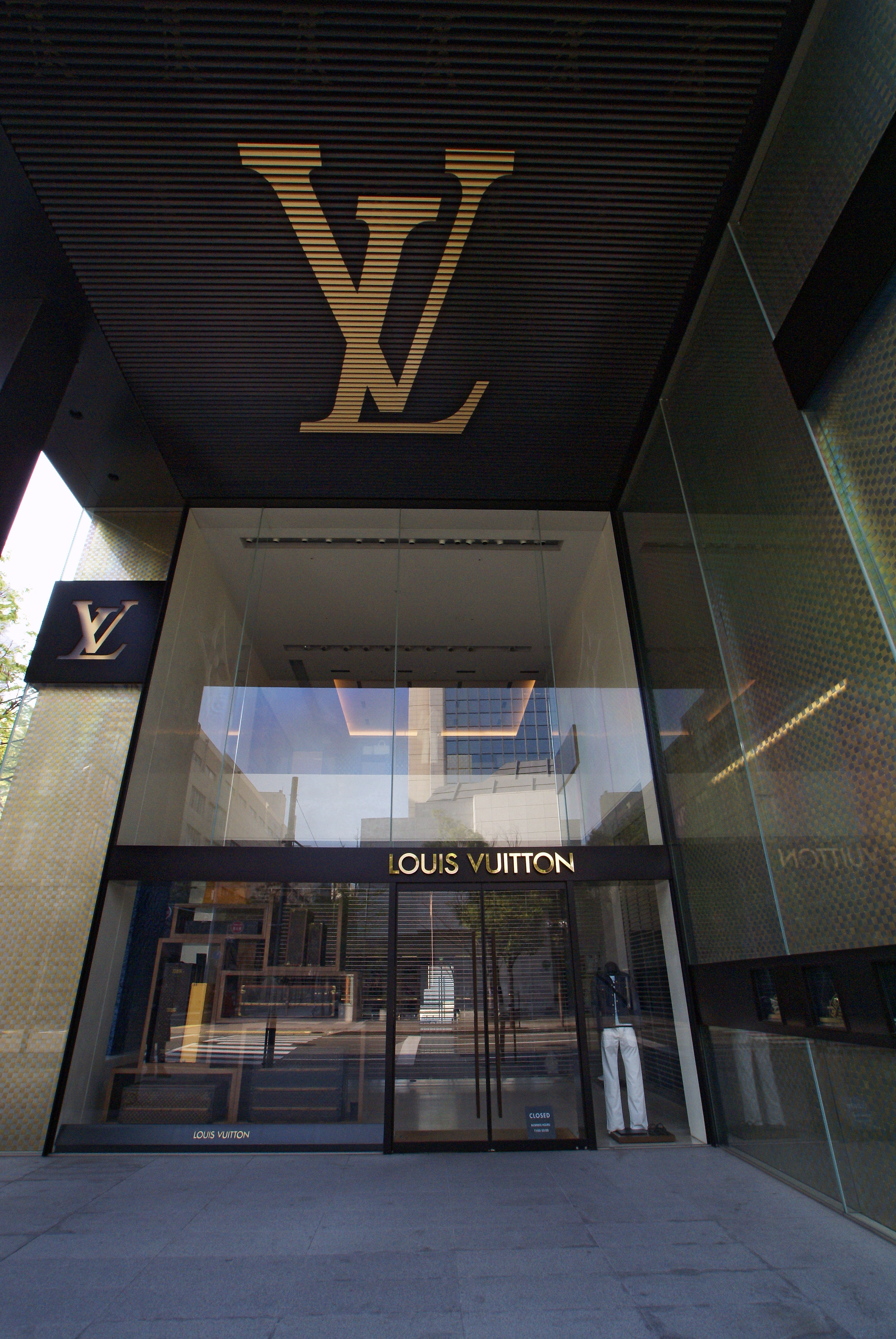
Tienda de Kōbe en Japón
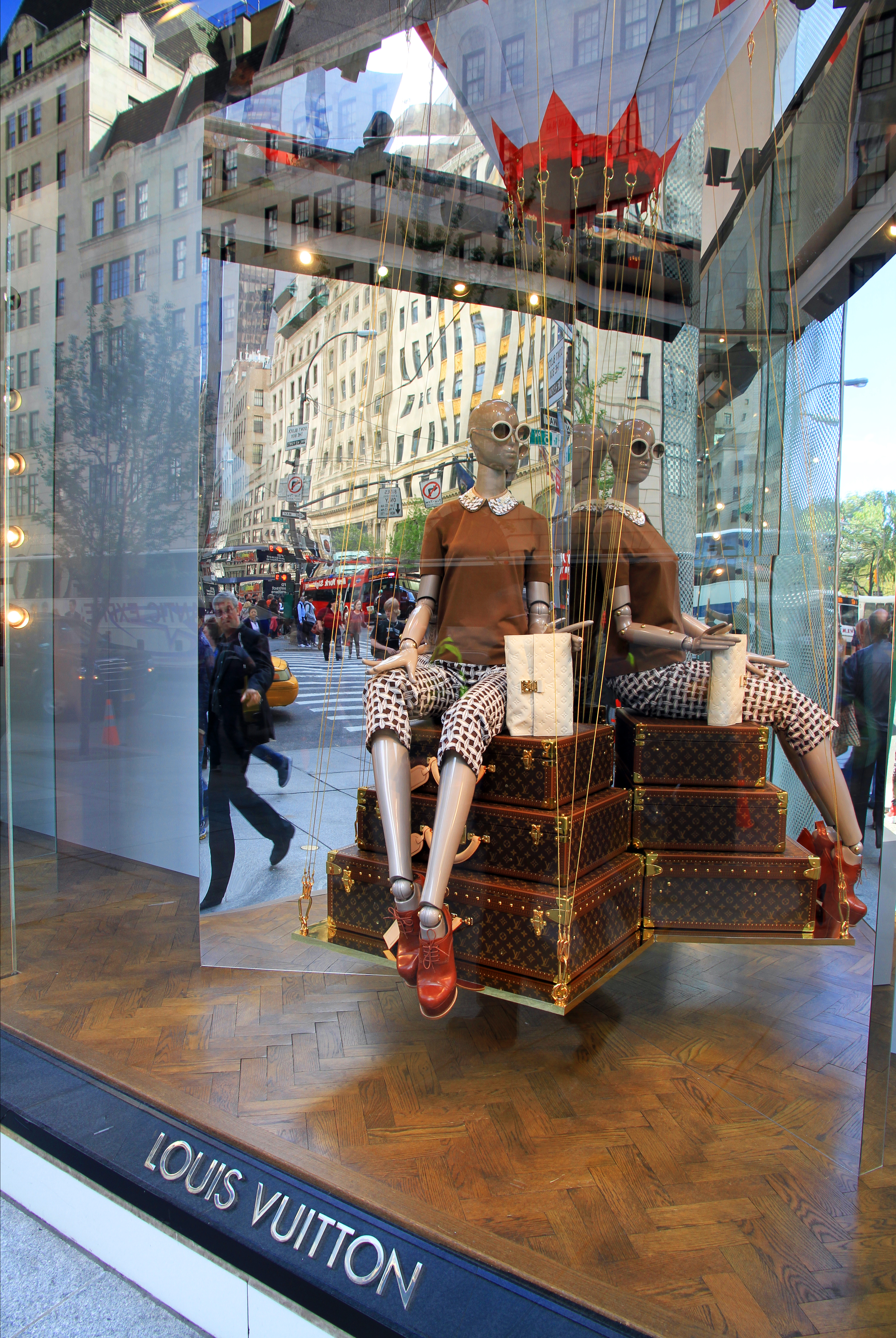
5th Avenue, NYC, 2013
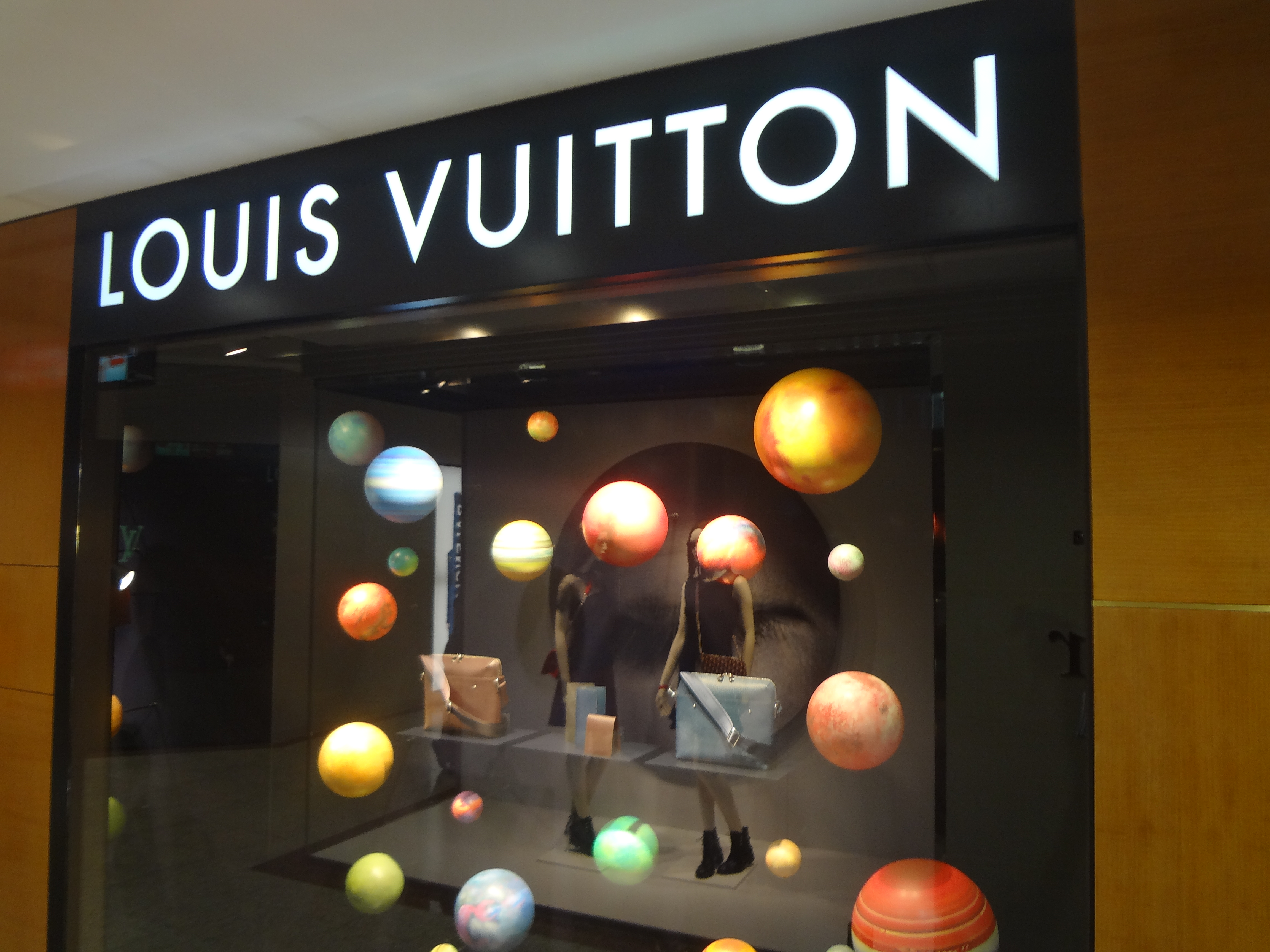
Tienda de Madrid